# Cebus malitiosus
Cebus malitiosus är en art i underfamiljen kapuciner som förekommer i norra Colombia i Sydamerika. Populationen listades länge som underart eller synonym till vitpannad kapucin (Cebus albifrons) och sedan början av 2010-talet godkänns den som art.
För ett exemplar registrerades en kroppslängd (huvud och bål) av 45,7 cm och en svanslängd av 43,3 cm men ingen vikt. På ryggens mitt förekommer kanelbrun päls och andra delar av kroppen är täckt av ljusbrun päls. På buken har pälsen röda och/eller silverfärgade skuggor. Pälsen på axlarna och på armarnas framsida är markant ljusare.
Det kända utbredningsområdet ligger vid norra sluttningarna av bergstrakten Sierra Nevada de Santa Marta. Kanske når arten mer centrala delar av Colombia. Denna kapucinapa lever i olika slags skogar.
Arten hittas bland annat i Tayrona nationalpark. IUCN listar hela beståndet som starkt hotad (EN).